# Katedra Panny Marii w Székesfehérvárze

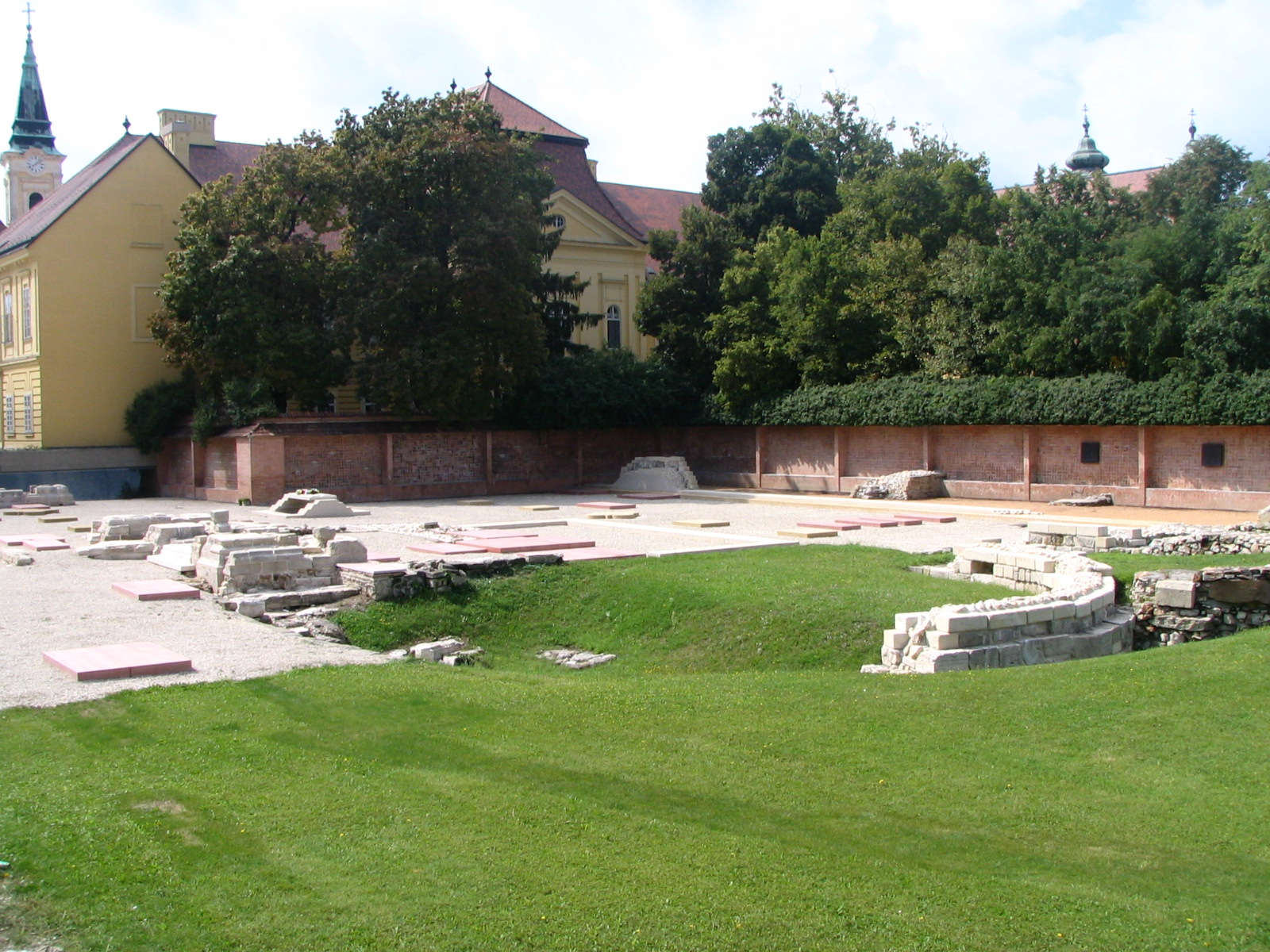
Ogród Ruin, w głębi pałac biskupi

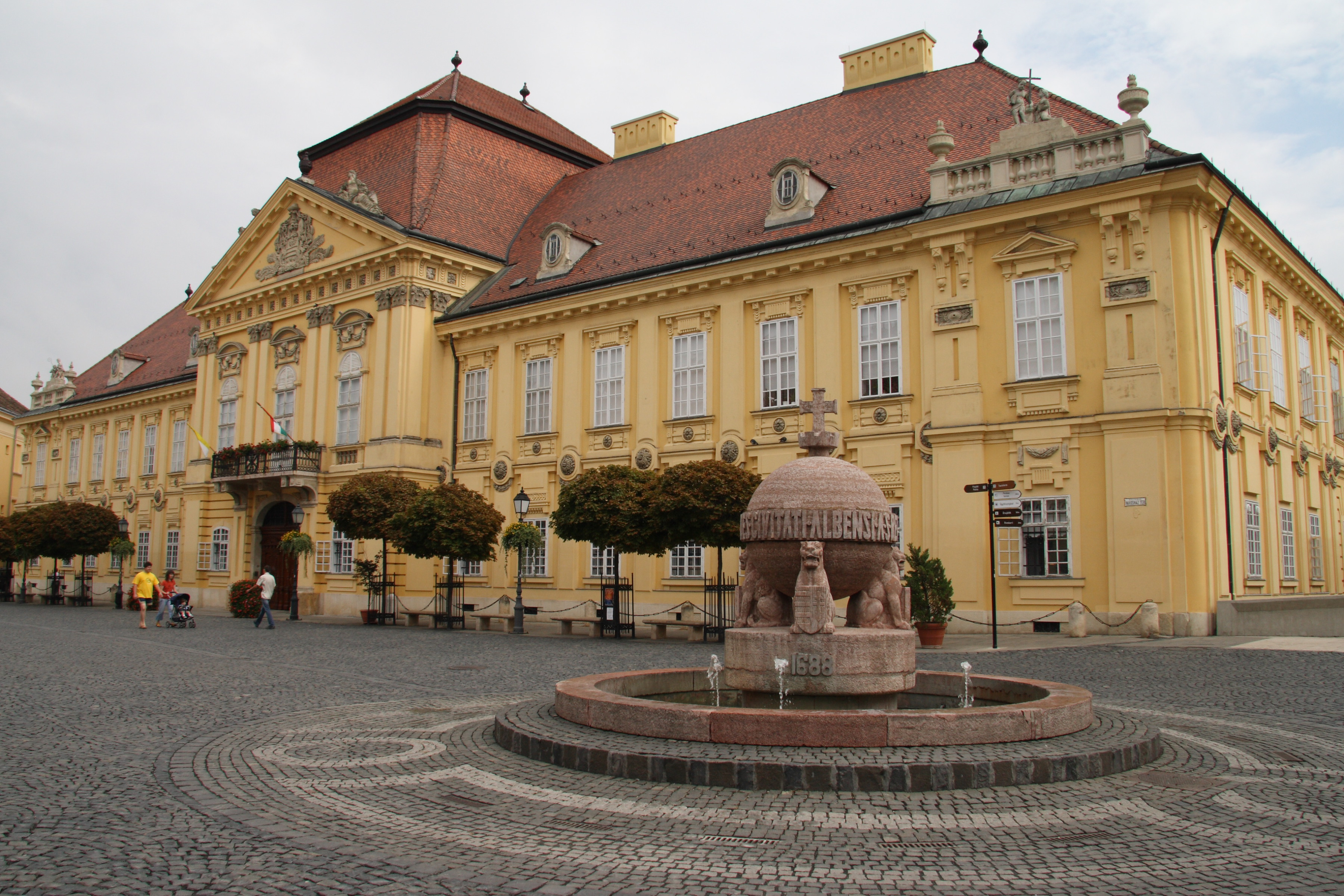
Pałac biskupi zbudowany częściowo na fundamentach katedry

Katedra Panny Marii w Białogrodzie Królewskim (węg. koronazó bazilika) – katedra koronacyjna królów Węgier w Székesfehérvár, największa nekropolia królewska na Węgrzech. Do 1527 r. była miejscem przechowywania węgierskich klejnotów koronnych. Romańska bazylika wybudowana za panowania Świętego Stefana.

## Historia
Romańską ośmioprzęsłową bazylikę wybudowano w latach 1018–1038. Do budowy użyto wielu marmurowych detali pochodzenia rzymskiego m.in. z Gorsium. Świątynia była wielokrotnie przebudowywana. Turcy po zajęciu miasta w 1543 r. sprofanowali groby królewskie, a katedrę przekształcono na magazyn prochu i amunicji. W 1601 r. doszło w nim do eksplozji, która całkowicie zniszczyła bazylikę. Ruiny przetrwały do XVIII w., kiedy je wykorzystano do budowy pobliskiego barokowego pałacu biskupiego. W 1848 r. w ruinach odkryto grobowiec Beli III i jego pierwszej żony Agnieszki de Châtillon. Szczątki władcy przeniesiono do kościoła Macieja w Budzie, natomiast marmurowy sarkofag został wystawiony w kościele dolnym nowej katedry w Székesfehérvár. W latach 30. XX w. kontynuowano badania archeologiczne, odnajdując szczątki władców, które jednak były tak przemieszane, że nikogo nie zdołano zidentyfikować. W 2000 r. królewskie szczątki pochowano w specjalnie przygotowanym ossuarium. Znaleziony sarkofag z XI w. uznawany za sarkofag Świętego Stefana został wystawiony w specjalnym mauzoleum projektu Gézy Luxa. Od lat 70. badania są kontynuowane.
Pozostałości świątyni zostały wyeksponowane jako "Ogród Ruin" (węg. Középkori Romkert)
Planowana jest częściowa rekonstrukcja bazyliki.
W bazylice koronowano 37 królów węgierskich, pochowano 15.

### Koronowani
- Piotr Orseolo 1038
- Samuel Aba 1041
- Andrzej I 1047
- Salomon 1057
- Bela I 6 grudnia 1060
- Salomon 1063 (ponownie)
- Gejza I 1074
- Władysław I Święty 1077
- Koloman Uczony 1095
- Stefan II 1114
- Bela II Ślepy 28 kwietnia 1131
- Gejza II 16 lutego 1141
- Stefan III czerwiec 1162
- Władysław II lipiec 1162
- Stefan IV 1163
- Bela III 13 stycznia 1173
- Emeryk Arpadowicz 16 maja 1182
- Władysław III 26 sierpnia 1204
- Andrzej II 29 maja 1205
- Bela IV Wielki 25 września 1235
- Stefan V 1266
- Władysław IV 1272
- Andrzej III 23 lipca 1290
- Władysław V 27 sierpnia 1301
- Bela V 5 grudnia 1305
- Karol Robert Andegaweński 27 sierpnia 1310
- Ludwik I Wielki 21 lipca 1342
- Maria Andegaweńska 17 września 1382
- Karol II 31 grudnia 1385
- Zygmunt Luksemburski 31 marca 1387
- Albert 1 stycznia 1438
- Władysław V Pogrobowiec 15 maja 1440
- Władysław I 17 lipca 1440
- Maciej Korwin 29 marca 1464
- Władysław II Jagiellończyk 18 września 1490
- Ludwik II Jagiellończyk 4 czerwca 1508
- Jan Zapolya 11 listopada 1526
- Ferdynand I 3 listopada 1527

### Pochowani
- Stefan I Święty 1038
- Koloman Uczony 1116
  - jego żona Felicja Sycylijska 1102
- Bela II Ślepy 1141
  - jego żona Helena Serbska 1146
- Gejza II 1162
- Władysław II 1163
- Stefan IV 1165
- Władysław III 1205
- Karol Robert 1342
  - jego żona Maria bytomska 1315
- Ludwik I Wielki 1382
  - jego żony:
    - Małgorzata Luksemburska 1349
    - Elżbieta Bośniaczka 1387
- Albrecht II Habsburg 1439
  - jego żona Elżbieta Luksemburska 1442
- Maciej Korwin 1490
- Władysław II Jagiellończyk 1516
  - jego żona Anna de Foix-Candale 1506
- Ludwik II Jagiellończyk 1526
- Jan Zapolya 1540

W bazylice zostali pochowani także król Bela III zm. 1196 i jego żona Agnieszka z Châtillon zm. 1184.
W 1848 r. ich szczątki zostały przewiezione do kościoła Macieja w Budzie.